# Harold Samuel, Baron Samuel of Wych Cross
Harold Samuel, Baron Samuel of Wych Cross Kt (* 23. April 1912 in Hampstead; † 28. August 1987) war ein britischer Investmentunternehmer und Immobilienmakler, der 1944 das heute zu den größten Investmentunternehmen Europas gehörende Unternehmen Land Securities gründete und 1972 aufgrund des Life Peerages Act 1958 als Life Peer Mitglied des House of Lords wurde.

## Leben
Samuel, Sohn eines jüdischen Juweliers, absolvierte nach dem Besuch der Mill Hill School eine Ausbildung am College of Estate Management am Lincoln’s Inn Fields sowie zum Geodät.
1944 gründete er das Immobilienunternehmen Land Securities durch den Kauf von drei Immobilien in London. In der Folgezeit baute er den Immobilienbesitz des Unternehmens immer weiter aus, wobei es ihm nach Ende des Zweiten Weltkrieges gelang, die durch die von der Regierung eingesetzte Capital Issues Committee bis 1947 überwachte Begrenzung der Anleihehöhen von 10.000 Pfund Sterling zu umgehen, in dem er Tochtergesellschaften gründete, die jeweils Anleihen bis zu dieser Höchstgrenze aufnahmen. Ferner übernahm er wiederum andere Unternehmen, die Anleihen zugestimmt hatten. Darüber hinaus expandierte das Unternehmen im Wesentlichen nur in Großbritannien wie in den im Krieg zerstörten Innenstädten von Bristol, Coventry, Exeter, Kingston upon Hull und Plymouth, und vermied weitgehend Ausweitungen im Ausland. Im Laufe der Zeit wuchs Land Securities damit zu einem der größten Immobilienunternehmen in Europa und einem an der London Stock Exchange notierten führenden Immobilien- und Investmentunternehmen in Großbritannien. Der Vermögenswert des Unternehmens betrug 1952 bereits elf Millionen Pfund Sterling, 1968 204 Millionen Pfund Sterling und zum Zeitpunkt seines Todes 1987 3 Milliarden Pfund Sterling. Die Immobilienkäufe erfolgten dabei nach seinem Wahlspruch: „Es gibt drei Dinge, die bei Immobilieneigentum wichtig sind. Diese sind Lage, Lage, Lage“ (‚There are three things you need in property. These are location, location, location.‘)
Durch seine privaten Ankäufe von altniederländischer Malerei wie zum Beispiel von Philips de Koninck und Jacob Isaacksz. van Ruisdael schuf er eine der größten Privatsammlungen dieser Kunstrichtung, die später in großen Teilen der Kunstsammlung im Mansion House vermacht wurden. Auch seine Tochter und sein Schwiegersohn, Marion Samuel Naggar und Guy Naggar, wurden später Mäzene und vermachten zahlreiche der privaten Gemälde dem Natural History Museum, dem Jewish Cultural Centre sowie der Whitechapel Gallery im Londoner East End.
Für seine öffentlichen und wohltätigen Verdienste wurde er am 8. Juni 1963 zum Knight Bachelor geschlagen und führte fortan den Namenszusatz „Sir“. Ferner war er zwischen 1967 und 1970 Mitglied der Märkteverwaltung (Market Authority) von Covent Garden.
Durch ein Letters Patent vom 3. Juli 1972 wurde Samuel als Life Peer mit dem Titel Baron Samuel of Wych Cross, of Wych Cross in the County of Sussex, in Adelsstand erhoben und gehörte damit bis zu seinem Tod dem House of Lords als Mitglied an.

## Hintergrundliteratur
- Peter C. Sutton: Dutch and Flemish Seventeenth-Century Paintings. The Harold Samuel Collection, 1992, ISBN 0-52141-7-953[6]